# Баш, Марина Вячеславовна
Мари́на Вячесла́вовна Баш (в девичестве Кузина; род. 19 июля 1985, Москва) — российская баскетболистка. Играет на позиции центровой или тяжёлого форварда. Заслуженный мастер спорта России.

## Биография
Сезон 2015/16 провела в клубе турецком клубе «Мерсин». «Мерсин», проведя невзрачный предыдущий сезон 2014/15, не выступал в еврокубках и сосредоточился на чемпионате Турции. Команда заняла третье место в регулярном чемпионате, прошла в четвертьфинале клуб «Истанбул Университет», а в полуфинале уступила «Хатаю» со счетом 1-3 в серии. Марина выходила все 32 игры в стартовой пятерке и внесла существенный вклад в достижение команды, проводя на паркете в среднем 32 минуты 23 секунды, набирая в среднем 11,4 очка за матч, добавляя к этому 6,3 подбора, 1,2 передачи, 0,5 блока за игру.
В мае 2016 вышла замуж и подписала контракт с клубом «Хатай», который возглавлял её супруг Экин Баш. В декабре 2016 руководство клуба приняло решение расстаться с главным тренером из-за неудачно начатого сезона (в 9 матчах лишь 1 победа). Марина вслед за супругом покинула клуб.
Сезон 2022/23 провела в «Самаре», сыграв во всех 43 матчах команды в сезоне.

## Достижения
- Бронзовый призёр Олимпийских игр 2008 года;
- Чемпионка Европы (2011);
- Серебряный призёр чемпионатов Европы по баскетболу (2005, 2009);
- Серебряный призёр чемпионата России (2012, 2013, 2014, 2015);
- Бронзовый призёр чемпионата России (2007, 2008);
- Бронзовый призёр Мировой лиги ФИБА (2007);
- Чемпионка Европы в составе молодёжной сборной России (2004);
- Чемпионка Европы в составе юниорской сборной России (2002);
- Обладательница «Золотой корзины» как лучшая молодая баскетболистка России (2005).

## Звания и ордена
- Заслуженный мастер спорта России;
- Медаль ордена «За заслуги перед Отечеством» II степени (2 августа 2009) — за большой вклад в развитие физической культуры и спорта, высокие спортивные достижения на Играх XXIX Олимпиады 2008 года в Пекине[6].